# KSK Voorwaarts Zwevezele
Koninklijke Sportkring Voorwaarts Zwevezele, afgekort KSK Voorwaarts Zwevezele is een Belgische voetbalclub uit Zwevezele, die bij de KBVB is aangesloten met stamnummer 6039. De clubkleuren zijn zwart en geel. De eerste damesploeg promoveerde in het seizoen 2018/19 voor het eerst naar Eerste klasse, de mannen spelen in de tweede amateurklasse. In 2018 promoveerde de ploeg naar het nationaal voetbal, nadat het kampioen werd in eerste provinciale. In het seizoen 2018/19 won de A-ploeg de eerste en derde periodetitel in derde klasse amateur A, waardoor het mocht meedoen aan de eindronde voor promotie. Die eindronde werd winnend afgesloten na winst tegen FC Sint-Lenaarts en Lyra-Lierse. De ploeg promoveerde zo naar de tweede amateurklasse, het is al de vijfde promotie in zes seizoenen. 
De B-ploegen spelen in de West-Vlaamse provinciale reeksen. Heren B in derde provinciale, dames B in eerste provinciale.

## Vrouwen
De damesploeg van Zwevezele speelt al enkele jaren in de lagere regionen van het nationale voetbal, na de promotie uit Eerste provinciale in 2011. Drie keer op rij eindigden ze op een degradatieplaats, maar konden ze terugzetting vermijden dankzij het verdwijnen van andere ploegen. Bij het verdwijnen van Derde klasse promoveerden ze wel naar een uitgebreide Tweede klasse, dat toen de laagste nationale afdeling werd. In het seizoen 2018/19 werden ze kampioen in tweede klasse A, waardoor ze vanaf 2019 in de eerste klasse uitkomen. De ploeg hield op te bestaan na seizoen 2022/23.

### Erelijst
- Provinciaal kampioen West-Vlaanderen (1x): 2010
- kampioen tweede klasse  (1x): 2019

### Seizoenen A-ploeg
| Seizoen | Reeks              | Niveau | Plaats | Punten | Beker        | Opmerkingen |
| ------- | ------------------ | ------ | ------ | ------ | ------------ | --- |
| 2004/05 | Derde klasse A     | 3      | 11     | 19     | ?            | Degradatie naar eerste provinciale |
| 2010/11 | Eerste provinciale | 4      | 1      | ?      | -            | |
| 2011/12 | Derde klasse A     | 3      | 11     | 24     | Tweede ronde | Behoud door het verdwijnen van Zingem en Olsa Brakel, waardoor de nummers 11 en 12 niet naar Eerste provinciale zakken                                  |
| 2012/13 | Derde klasse A     | 4      | 12     | 19     | Eerste ronde | Behoud door het verdwijnen van o.a. Zulte C, waardoor de nummers 11 en 12 niet naar Eerste provinciale zakken; Women's BeNe League nieuw hoogste niveau |
| 2013/14 | Derde klasse A     | 4      | 13     | 14     | -            | Behoud door het verdwijnen van Sinaai B, Antwerp B, Lommel en Montroeul, waardoor er geen sportieve zakkers zijn                                        |
| 2014/15 | Derde klasse A     | 4      | 4      | 46     | Tweede ronde | |
| 2015/16 | Derde klasse A     | 4      | 2      | 64     | Eerste ronde | Promotie dankzij competitiehervorming |
| 2016/17 | Tweede klasse A    | 3      | 3      | 58     | Derde ronde  | |
| 2017/18 | Tweede klasse A    | 3      |        |        | ?            | |
| 2018/19 | Tweede klasse A    | 3      | 1      | 74     | ?            | kampioen & promotie naar Eerste klasse |
| 2019/20 | Eerste klasse      | 2      | 14     | 17     |              | De competitie werd vervroegd stopgezet wegens de coronapandemie                                                                                         |
| 2020/21 | Eerste klasse      | 2      | -      | -      |              | De competitie werd stopgezet na 2 wedstrijden wegens de coronapandemie                                                                                  |
| 2021/22 | Eerste klasse      | 2      | 4      | 56     |              | |
| 2022/23 | Eerste klasse      | 2      | 7      | 50     |              | De ploeg hield op te bestaan na dit seizoen. |

## Mannen
De mannenploeg speelde sinds 2019 in Tweede klasse amateurs. De B-mannenploeg van KSK Voorwaarts Zwevezele speelt in de West-Vlaamse provinciale reeksen. Bekende (ex-)spelers van de club zijn Hans Cornelis, Stijn De Smet, Stijn Minne, Vincent Provoost, Tim Smolders, Niels Coussement en Stan Braem.
De A ploeg draaide vlot mee in Tweede Nationale klasse, en haalde in seizoen 2021-2022 nog een behoorlijke 5e plaats met 56 punten. 
In Januari 2022 kondigde voorzitter Paul De Groote echter aan dat er voor volgend seizoen geen licentie voor Tweede klasse meer aangevraagd zou worden.Dat betekende dat de A en B ploeg fuseerderen en in seizoen 2022-2023 uitkwam in 2e provinciale West-Vlaanderen, waar een 7e plaats behaald werd. In 2023 verliet voorzitter Paul De Groote de club en startte Zwevele het seizoen 2023-2024 in 4e provinciale.

### Resultaten Mannen
| Seizoen | Klasse | Klasse | Klasse | Klasse | Klasse | Klasse | Klasse | Klasse | Klasse | Reeks                                                    | Punten                                                   | Opmerkingen                                                    |                                           |
|         | I      | I      | II     | III    | IV     | P.I    | P.II   | P.III  | P.IV   | Vanaf 1952/53 zijn er 4 nationale niveaus                | Vanaf 1952/53 zijn er 4 nationale niveaus                | Vanaf 1952/53 zijn er 4 nationale niveaus                      | Vanaf 1952/53 zijn er 4 nationale niveaus |
| ------- | ------ | ------ | ------ | ------ | ------ | ------ | ------ | ------ | ------ | -------------------------------------------------------- | -------------------------------------------------------- | -------------------------------------------------------------- | ----------------------------------------- |
| 2013/14 |        |        |        |        |        |        |        |        | 1      | Vierde prov. W-Vl. C                                     | 76                                                       | Kampioen                                                       |                                           |
| 2014/15 |        |        |        |        |        |        |        | 1      |        | Derde prov. W-Vl. B                                      | 81                                                       | Kampioen                                                       |                                           |
| 2015/16 |        |        |        |        |        |        | 1      |        |        | Tweede prov. W-Vl. A                                     | 75                                                       | Kampioen                                                       |                                           |
|         | 1A     | 1B     | 1Am    | 2Am    | 3Am    | P.I    | P.II   | P.III  | P.IV   | Vanaf 2016-17 zijn er 3 nationale en 2 regionale niveaus | Vanaf 2016-17 zijn er 3 nationale en 2 regionale niveaus | Vanaf 2016-17 zijn er 3 nationale en 2 regionale niveaus       |                                           |
| 2016/17 |        |        |        |        |        | 3      |        |        |        | Eerste prov. W-Vl.                                       | 60                                                       |                                                                |                                           |
| 2017/18 |        |        |        |        |        | 1      |        |        |        | Eerste prov. W-Vl.                                       | 79                                                       | Kampioen                                                       |                                           |
| 2018/19 |        |        |        |        | 3      |        |        |        |        | Derde klasse Am. A                                       | 55                                                       | Winnaar eindronde voor promotie                                |                                           |
| 2019/20 |        |        |        | 8      |        |        |        |        |        | Tweede klasse Am. A                                      | 38                                                       | Vroegtijdig stopgezet wegens de Coronacrisis                   |                                           |
| 2020/21 |        |        |        | -      |        |        |        |        |        | Tweede afdeling A                                        | -                                                        | Seizoen geschrapt wegens de Coronacrisis                       |                                           |
| 2021/22 |        |        |        | 5      |        |        |        |        |        | Tweede afdeling A                                        | 56                                                       | Geen licentie aangevraagd. Degradatie naar Tweede provinciale. |                                           |
| 2022/23 |        |        |        |        |        |        | 7      |        |        | Tweede prov. W-Vl. B                                     | 48                                                       | Heropstart in Vierde Provinciale                               |                                           |
| 2023/24 |        |        |        |        |        |        |        |        | 10     | Vierde prov. W-Vl. B                                     | 35                                                       |                                                                |                                           |
| 2024/25 |        |        |        |        |        |        |        |        | 4      | Vierde prov. W-Vl. B                                     | 48                                                       | Winnaar eindronde voor promotie                                |                                           |
| 2025/26 |        |        |        |        |        |        |        |        |        | Derde prov. W-Vl. B                                      |                                                          |                                                                |                                           |